# Las Hormazas
Las Hormazas es un municipio y localidad española de la provincia de Burgos, en la comunidad autónoma de Castilla y León, comarca de Odra-Pisuerga, partido judicial de Burgos.

## Geografía
Municipio, con 99 habitantes en 2024, situado en el noroeste de la provincia burgalesa, 9 km al este de Villadiego y aproximadamente a 38 km de Burgos. Formado por tres barrios claramente diferenciados: La Parte (55 hab.), Solano (22 hab.) y Borcos (19 hab.) y la granja de Espinosilla de San Bartolomé (3 hab.).
Las Hormazas está situada en las alturas por las que el río Hormazuela comienza a caminar hacia el Arlanzón.

## Medio ambiente
Coto privado de caza BU-10.684, con una superficie de 2.759 hectáreas.
Las especies cinegéticas dependiendo de las vedas son: la perdiz, la codorniz, el conejo y la liebre.

## Historia
Los reconquistadores de España y los repobladores de Castilla llegaron a las fuentes del Hormazuela a mediados del siglo IX, coincidiendo con la llegada del conde Rodrigo. Como buen militar, Rodrigo comprendió pronto la debilidad estratégica de Castilla y se aplicó a cerrar la enorme distancia entre Pancorbo y la Peña Amaya, ocupando tales puntos y estableciendo en Cuerno de Butrón (Villalta) un campo militar. Con estas garantías se formó la dinámica que movía a los foramontanos en su atrevida ocupación de espacio para levantar sus villas. Eran muchos los que llegaban hasta aquí, así que en un periodo corto de tiempo establecieron once poblaciones entre el Hormazuela y la villa de Manciles. 

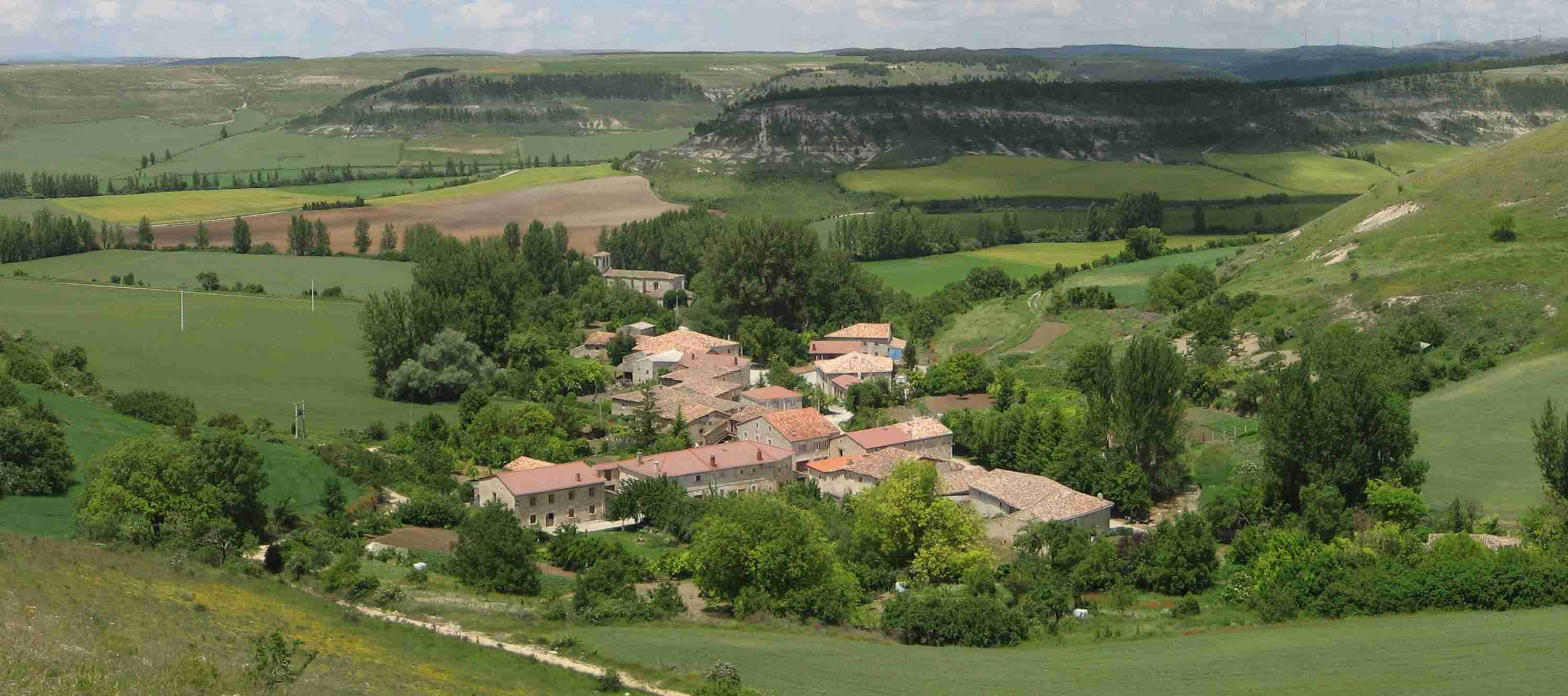
Barrio Borcos

En un principio a esta villa se la llamó Hormaza y así fue hasta el siglo XIV, que comenzó a decirse Las Hormazas. Desde un principio la presentación urbana de Las Hormazas fue atípica, ya que la villa nació de tres embriones diferentes; tres barrios tan próximos que nunca tuvieron separación concejil, se llaman: La Parte, Borcos y Solano, de los que no hay documentación por separado. Otras villas surgieron en el siglo IX muy cercanas a Las Hormazas, como Fuenteseñor, Hornillos, San Felices, Espinosilla de San Bartolomé, Tremellillo..., algunas de las cuales fueron absorbidas por Las Hormazas. No extraña por tanto que para toda la corriente humana del río Hormazuela se creara un alfoz propio. El alfoz de Las Hormazas obligaba a alzar un castillo y a que el conde nombrara un “tenente”, como delegado suyo en la administración, justicia y defensa del alfoz. Parece ser que se levantó el castillo, pero ya en el siglo XI, Las Hormazas pertenecía al alfoz de Villadiego. 

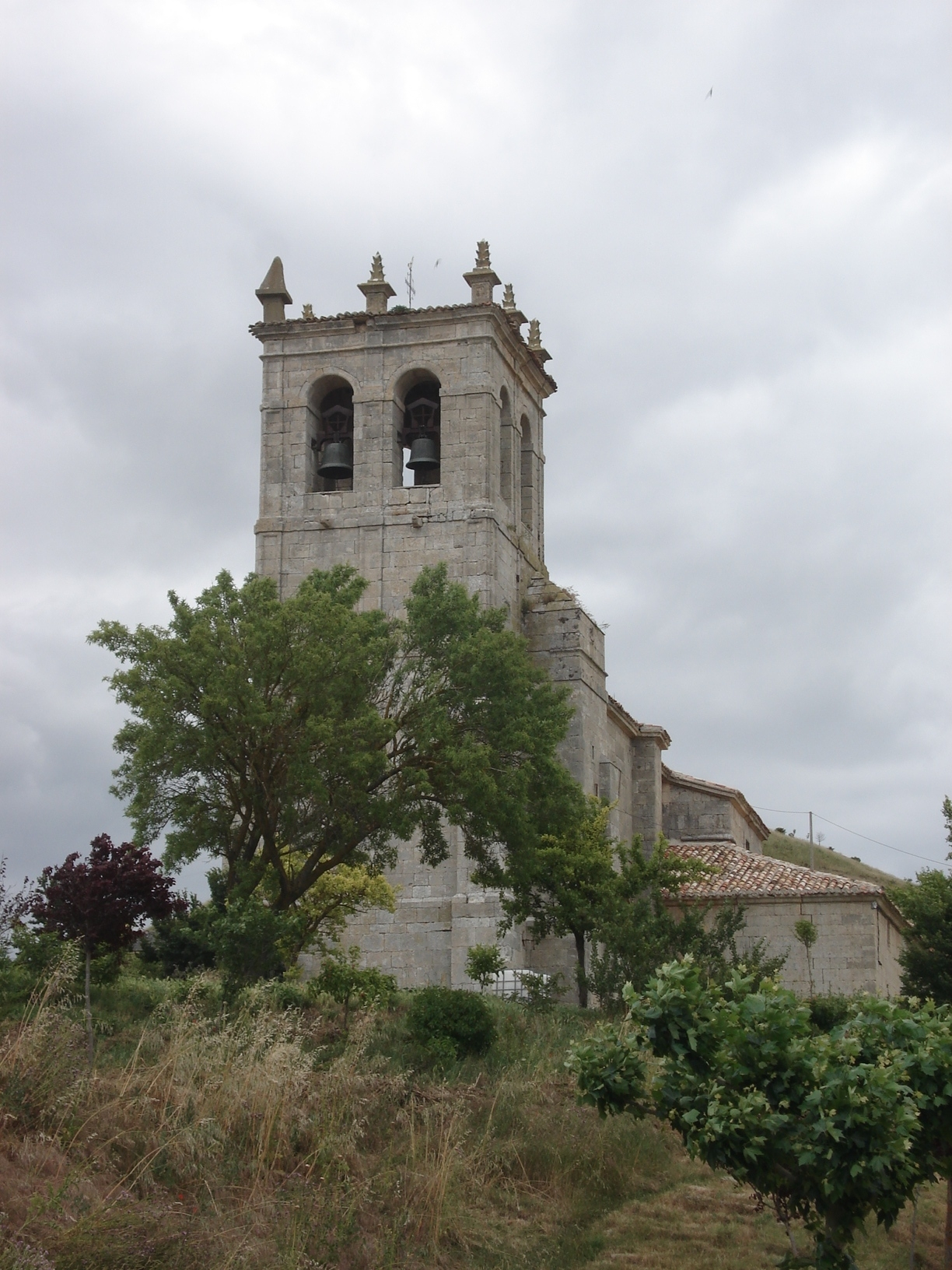
Iglesia del barrio de Solano en Las Hormazas

La primera referencia escrita la hallamos en el Becerro Gótico de Cardeña en 1066, cuando tenía ya doscientos años de existencia; se la cita como Ormaza Mayor y perteneciente al alfoz de Villadiego. 
En 1237, Las Hormazas era cabeza del Alfoz de Hormaza, siendo su tenente el ricohombre Gil Manrique de Manzanedo. En el Becerro de las Behetrías de Castilla (1352) se recoge que Las Hormazas era "behetría entre parientes" pudiendo los vecinos elegir a su benefactor entre los miembros de la familia de los Villalobos (los descendientes de Gil Manrique). Pagaban impuesto de martiniega la cantidad de 380 maravedíes, que significa que la villa no era precisamente pobre. Esa cantidad se entregaba por orden real a don Fernando Rodríguez de Villalobos, que también se cobraba el impuesto de infurción (por los solares). La localidad pertenecía entonces a la merindad de Castrojeriz.
En 1591 Las Hormazas era la cabeza del partido del mismo nombre, que abarcaba las villas de Tobar, Manciles, Villorejo y Cañizar. En el siglo XVIII se mantenían en el realengo sin que el marqués de Las Hormazas tuviera ningún derecho de jurisdicción. En los siglos barrocos la villa debió de mantener su rango, conclusión extraída de las maravillas que guardan sus iglesias y que datan de la época; nos referimos a las iglesias y a los retablos de San Pelayo (La Parte), Santiago (Borcos) y de San Pedro (Solano), además de la ermita de Nuestra Señora del Castillo. 
Villa que formaba parte, en su categoría de pueblos solos, del Partido de Castrojeriz, uno de los catorce que formaban la Intendencia de Burgos, durante el periodo comprendido entre 1785 y 1833, en el Censo de Floridablanca de 1787, jurisdicción de realengo con alcalde ordinario.
En 1843 la villa reunía a 303 habitantes que disfrutaban de buenas aguas y fuentes, vivían en 90 casas y explotaban cuatro molinos y un batán. En 1925 eran ya casi 400 los habitantes de Las Hormazas, los mismos que en 1950. La villa, por otro lado, soportó los cambios políticos y económicos del siglo XX, contando en la actualidad con algo más de un centenar de habitantes.
Así se describe a Las Hormazas en el tomo IX del Diccionario geográfico-estadístico-histórico de España y sus posesiones de Ultramar, obra impulsada por Pascual Madoz en 1847:

HORMAZAS (LAS): v. con ayunt. En la prov., part. jud., dióc., aud. Terr. Y c.g. de Burgos (5 leg.). srr. Á la falda de unos cerros terrosos, en parte cultivados; reinan con especialidad los vientos N. y S., SINDO las enfermedades mas comunes los dolores de costado. Tiene 90 CASAS, incluida la capitular, divididas en 3 barrios separados; Escuela de primeras letras a cargo de un maestro dotado con 24 fan. De trigo; 5 fuentes dentro de la pobl. Y varias en el térm., todas de buenas aguas; 3 igl. Parro. (Santiago, San Pelayo y San Pedro); la primera en el barrio de Borcos, la segunda en el de Laparte, y la tercera en el del Solano; las dos últimas estan servidas por un cura párroco y un sacristán cada una, y la otra por un cura también, un medio racionero y un sacristán; y en medio de dichos barrios se encuentra una ermita (Ntra. Sra. Del Castillo), colocada en una altura. Confina el TÉRM. N. Brulles; E. Tovar; S. Abellanosa, y O. Villaute. El TERRENO es de mediana calidad, y le cruzan dos rios, de los cuales el uno nace encima del pueblo de Coculina, y el otro en el térm. De las Navas de Ruyales del Páramo, y tiene sobre él dos puentes de piedra. CAMINOS: los que conducen á Burgos y Villadiego; la CORRESPONDENCIA se recibe de la estafeta de este último, los domingos y martes, PROD.: trigo, cebada, alaga, mocho, yeros, patatas y lino; cría ganado lanar; caza de algunas codornices, y pesca de cangrejos. IND.: la agrícola, 4 molinos harineros y un batan. POBL.: 83 vec., 303 alm. CAP. PROD.: 1.216,000 rs. IMP.: 119,273. CONTR.: 13,836. El PRESUPUESTO MUNICIPAL asciende á 12,000 rs., y se cubre por reparto vecinal.
Diccionario geográfico-estadístico-histórico de España y sus posesiones de Ultramar

## Demografía
Las Hormazas cuenta con una población de 99 habitantes (INE 2024).
| Gráfica de evolución demográfica de Las Hormazas entre 1842 y 2021 |
| |
| Población de derecho según los censos de población del INE Población de hecho según los censos de población del INEEntre el censo de 1857 y el anterior, crece el término del municipio porque incorpora a Espinosilla de San Bartolomé. |

| 1857 |  | 1860 |  | 1877 |  | 1887 |  | 1897 |  | 1900 |  | 1910 |  | 1920 |  | 1930 |  | 1940 |  | 1950 |  | 1960 |  | 1970 |  | 1981 |  | 1991 |  | 2001 |  | 2006 |  | 2007 |  | 2013 |
| ---- |  | ---- |  | ---- |  | ---- |  | ---- |  | ---- |  | ---- |  | ---- |  | ---- |  | ---- |  | ---- |  | ---- |  | ---- |  | ---- |  | ---- |  | ---- |  | ---- |  | ---- |  | ---- |
| 564  |  | 544  |  | 451  |  | 437  |  | 422  |  | 374  |  | 405  |  | 384  |  | 365  |  | 372  |  | 381  |  | 358  |  | 264  |  | 196  |  | 169  |  | 137  |  | 121  |  | 111  |  | 125  |

De acuerdo con estos datos del INE, en 2011 la población de Las Hormazas se distribuía de la siguiente forma:
|                              | 2000  | 2000    | 2000    |  | 2005  | 2005    | 2005    |  | 2010  | 2010    | 2010    |
| Núcleo                       | Total | Varones | Mujeres |  | Total | Varones | Mujeres |  | Total | Varones | Mujeres |
| Borcos                       | 26    | 15      | 11      |  | 21    | 13      | 8       |  | 23    | 11      | 9       |
| La Parte                     | 84    | 46      | 38      |  | 75    | 40      | 35      |  | 61    | 34      | 27      |
| Solano                       | 32    | 16      | 16      |  | 30    | 15      | 15      |  | 28    | 14      | 14      |
| Espinosilla de San Bartolomé | 5     | 4       | 1       |  | 1     | 1       | 0       |  | 4     | 3       | 1       |
| Diseminado                   | 0     | 0       | 0       |  | 0     | 0       | 0       |  | 0     | 0       | 0       |
| Total                        | 147   | 81      | 66      |  | 127   | 69      | 58      |  | 116   | 65      | 51      |

## Administración y política
| Periodo   | Nombre                      | Partido       |
| --------- | --------------------------- | ------------- |
| 1979-1983 | ENRIQUE FRANCO TERRADILLOS  | Agrup. Elec.  |
| 1983-1987 | SERVILIANO PEDROSA PÉREZ    | AP-PDP-UL     |
| 1987-1991 | SERVILIANO PEDROSA PÉREZ    | CDS           |
| 1991-1995 | SERVILIANO PEDROSA PÉREZ    | PP            |
| 1995-1999 | LAURENTINO PEDROSA PÉREZ    | PP            |
| 1999-2003 | JOSÉ ANTONIO VIVAR SANMAMÉS | PP            |
| 2003-2007 | JOSÉ ANTONIO VIVAR SANMAMÉS | PP            |
| 2007-2011 | IGNACIO PÉREZ GONZÁLEZ      | PP            |
| 2011-2015 | IGNACIO PÉREZ GONZÁLEZ      | PP            |
| 2015-2019 | JOSÉ GONZÁLEZ ORTEGA        | PP            |
| 2019-2023 | IGNACIO PÉREZ GONZÁLEZ      | PP            |
| 2023-act. | SERGIO MARTÍN HERNANDO      | Independiente |

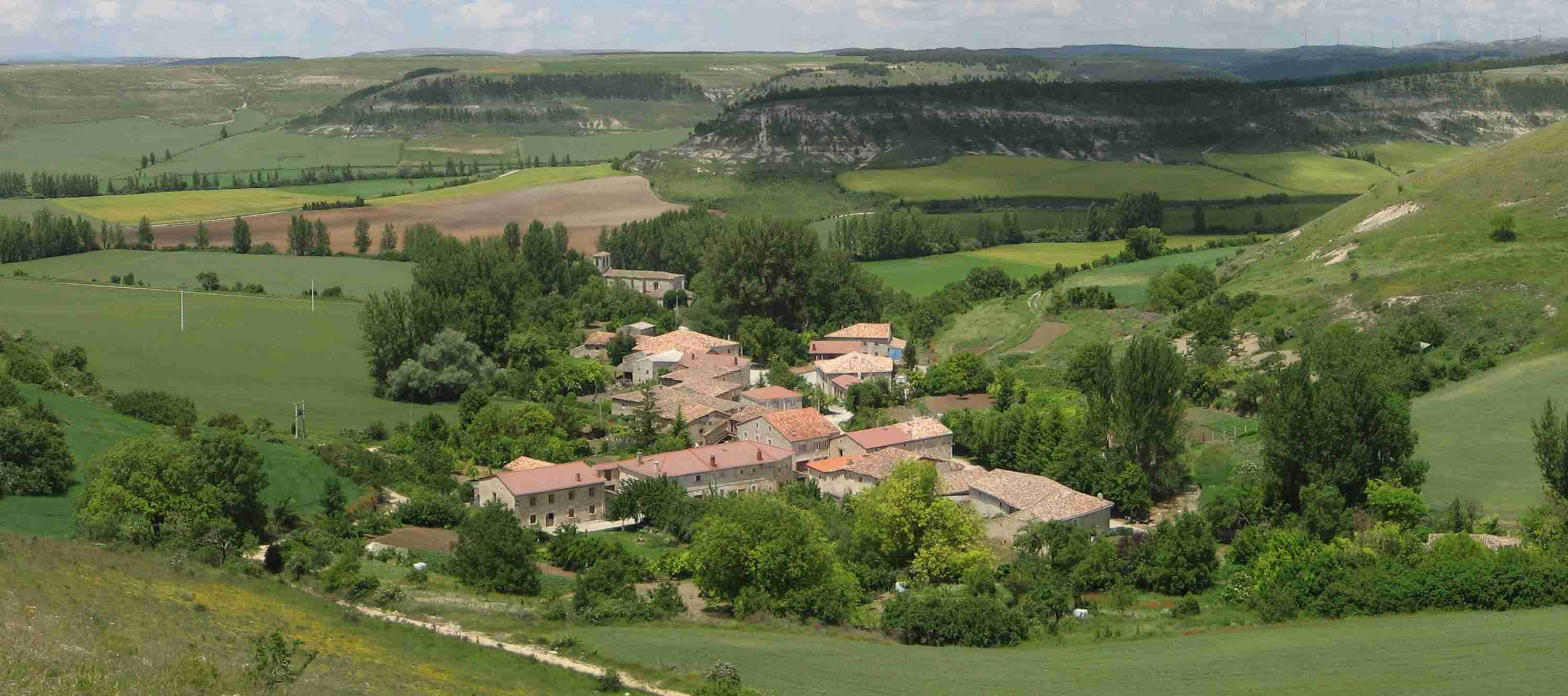
Barrio Borcos
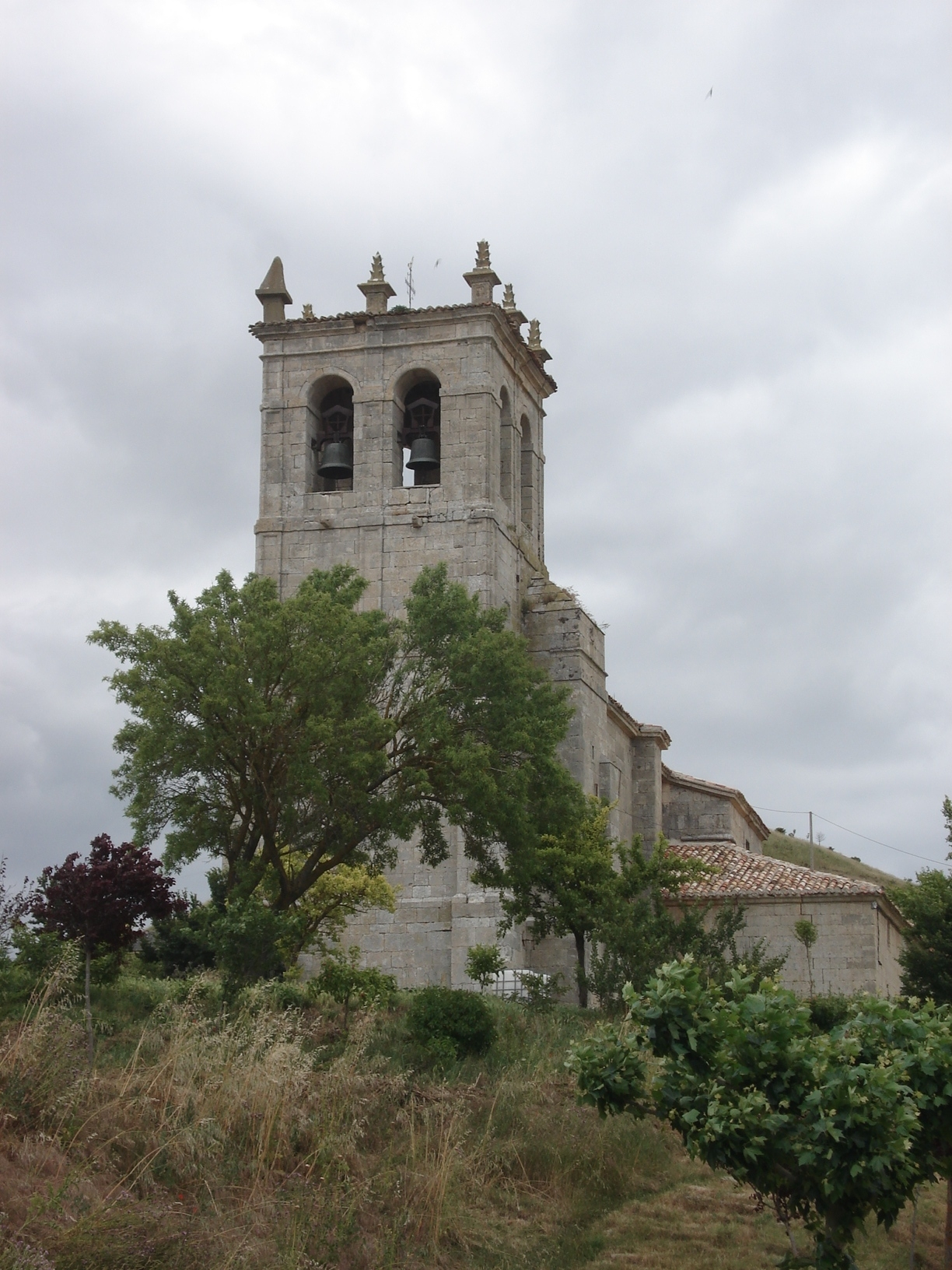
Iglesia del barrio de Solano en Las Hormazas
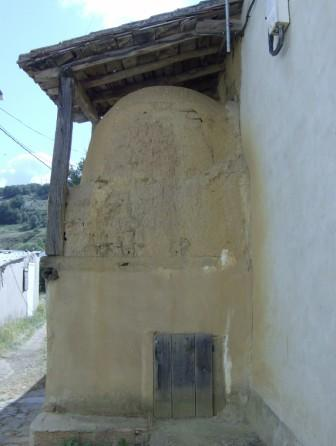
Típico horno de leña de la región
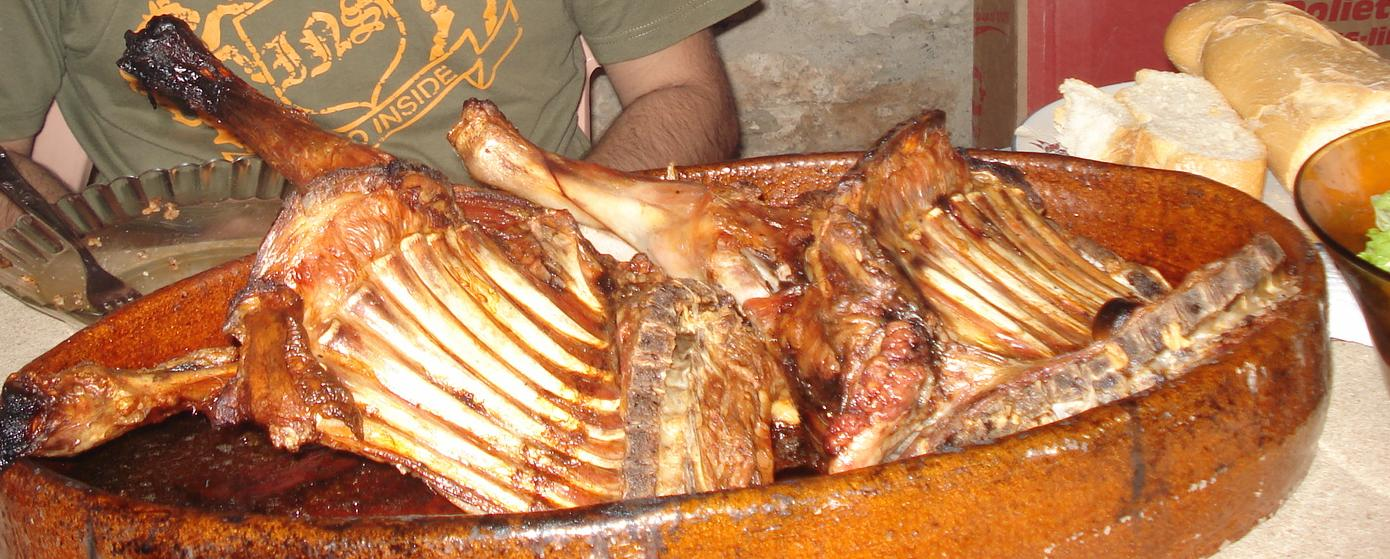
Cazuela de cordero asado en Las Hormazas
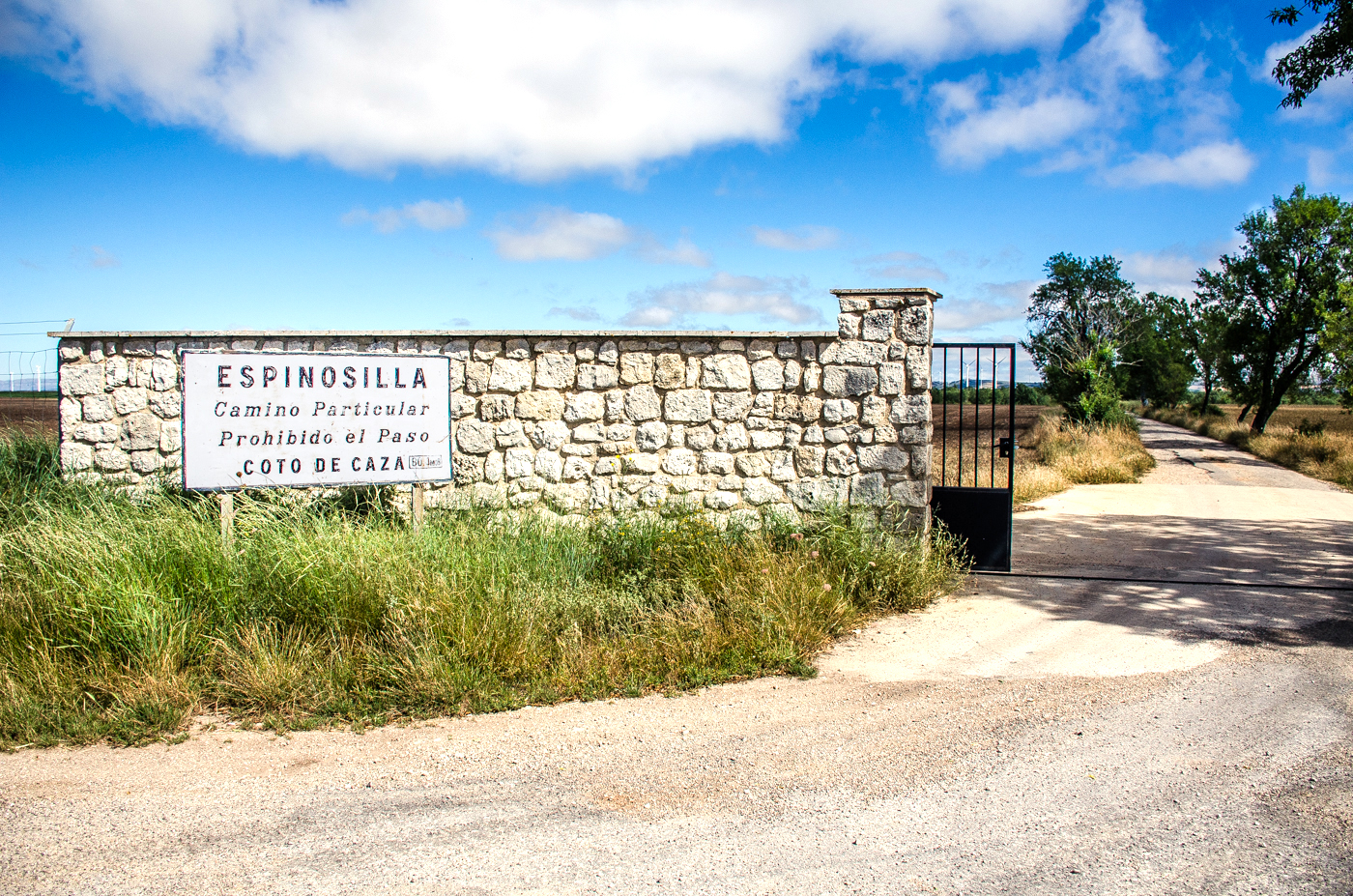
Acceso a Espinosilla de San Bartolomé

## Cultura

### Gastronomía
Un plato típico de esta zona es el cordero asado al vino blanco y con manteca de cerdo en horno de adobe con leña de olmo y servido en grandes cazuelas de barro para mantener convenientemente el calor (asado castellano). También son famosas las morcillas de arroz típicas de la región.

### Festividades
- La Parte: 26 de junio, día de San Pelayo
- Solano: 29 de junio, día de San Pedro
- Borcos: 25 de julio , día de Santiago
- Nuestra Señora del Castillo: 8 de septiembre, día de la Natividad de Nuestra Señora